# Papiertheater

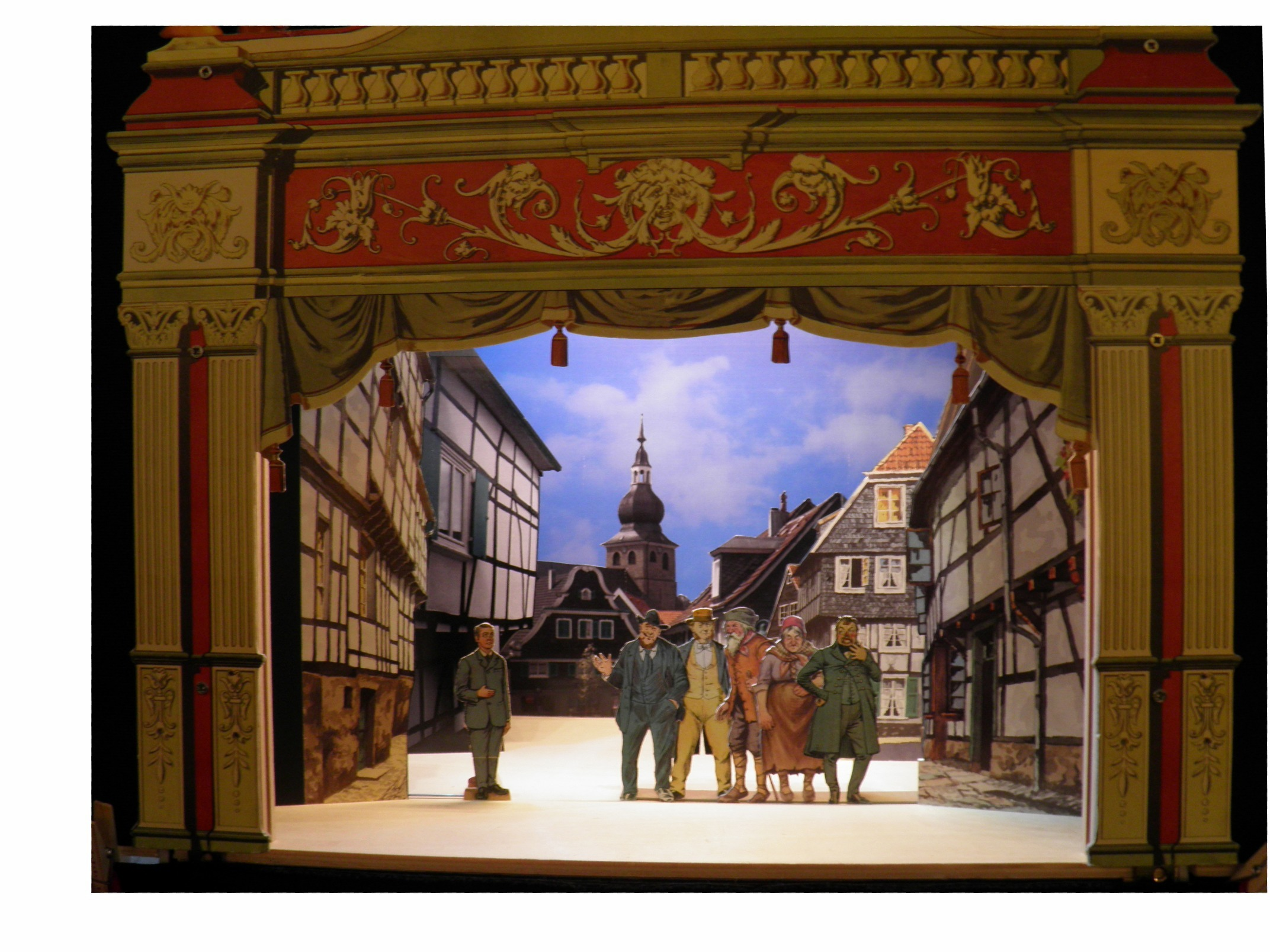
Papiertheater met een decor van de Duitse stad Lennep

Een papiertheater of papieren theater is een model van een theater met een toneel waarin met papieren coulissen en personages toneelstukken, opera's of operettes kunnen worden opgevoerd. Papieren theaters ontstonden in het begin van de 19e eeuw in Duitsland en Engeland. Ze waren gedrukt op vellen papier en werden verkocht als bouwpakketten, bijvoorbeeld bij de ingang van een theater of operagebouw. De vellen moesten op karton worden geplakt en uitgeknipt. Mensen verzamelden papiertheaters en voerden de toneelstukken thuis op voor familieleden en gasten, soms met muzikale begeleiding en lichteffecten. De populariteit bereikte een hoogtepunt tussen eind 1800 en begin 1900. In Nederland was het papiertheater nauwelijks populair en is daar dan ook vrijwel onbekend.

## Bestaande papiertheaters
Papiertheaters hebben de laatste decennia een opleving beleefd en er zijn talloze papiertheaters die voorstellingen geven op internationale festivals of op vaste locaties, onder andere in:

### Nederland
- Phoenix Papieren Theater in Utrecht.[1]
- Het Vischmarkt Papierentheater in Harderwijk.[2]

### Denemarken
- Papirteatret Meklenborg in Sporup.[3]

### Duitsland
- Papiertheater Invisius in Berlijn.[4]
- Haases Papiertheater in Remscheid.[5]
- Papiertheater Kitzingen  in Kitzingen.[6]
- Multum in Parvo Papiertheater in Mering.[7]
- Papiertheater Heringsdorf in Heringsdorf.[8]
- Theatrum Papyrus in Usingen.[9]
- Papiertheater an der Oppermann in Berlijn.[10]
- Papirniks Papiertheater in Essen.[11]
- Hellriegels Junior in Kiel.[12]

### Oostenrijk
- Ulrich Chmel's Papiertheater in Wenen.[13]